# 勝利投手
勝利投手，簡稱胜投，區分為先發勝以及後援勝，是一种棒球术语，获胜的一方最后取得领先时获胜方在场上的那位投手获得胜投，而投手获得胜投所累积的胜投数、是其重要的统计数据之一。但是有例外情况。
- 先發勝：

在正規九局的比賽先发投手必须投满五局、下场时球队领先、领先保持到终场就記一次胜投；未投滿五局則無關勝敗。（若比赛只有七局，那至少投满四局。世界棒球经典赛的规定则是三局）
- 後援勝：

1. 先發投手未能投满五局、下场时球队领先、领先保持到终场，那么胜投将给予救援投手中失分最少或是沒有失分的一位。
2. 先發投手退場時球隊處於平手或落後，救援投手在投球期間若球隊反超前領先，則勝投給予該位救援投手。